# 哈里森角
哈里森角（英語：Cape Harrisson），是南極洲的海岬，位於瑪麗皇后地，處於波塞申岩以北，由澳大拉西亞探險隊發現，以生物學家命名，現時由南極條約體系管理。